# Gottfried Freiherr von der Heydte
Gottfried Joseph Albert Edward Rupert Franz Anton Maria Freiherr von der Heydte (* 4. März 1949 in Landshut) ist ein deutscher Verwaltungsjurist. Er war Kanzler der Katholischen Universität Eichstätt-Ingolstadt.

## Leben
Gottfried von der Heydte wurde 1949 als Sohn des Rechtswissenschaftlers Friedrich August von der Heydte und dessen Frau Gabrielle, geb. Gräfin von Montgelas, geboren. 1981 wurde er bei Gerhard Ritter an der Juristischen Fakultät der Julius-Maximilians-Universität Würzburg mit der Dissertation Die Geschichte der Auseinandersetzung der SPD mit ihrer Parteijugend zum Dr. jur. utr. promoviert.
Er war Verwaltungsdirektor und Ständiger Vertreter des Kanzlers der Katholischen Universität Eichstätt-Ingolstadt (KU). Anfang 2004 wurde er mit einem unbefristeten Vertrag Universitätskanzler. Während seiner Amtszeit sorgte der Umgang mit Universitätsbüchern für öffentliches Aufsehen. Eine Voruntersuchung ergab, dass zwischen Juni 2005 und Oktober 2006 Teile der historischen Sammlung der Kapuziner der Bibliothek der KU entsorgt wurden. Nachdem zunächst der Theologe und Manager Ulrich Hemel als Präsident durch den Großkanzler der Universität Gregor Maria Hanke, Bischof von Eichstätt, nicht ernannt wurde und weitere Personen der Hochschulleitung zurücktraten, erfolgte wegen vermeintlicher Unstimmigkeiten in der „Amts-, Haushalts- und Wirtschaftsführung“ die Beurlaubung von der Heydtes – ein Widerspruch blieb erfolglos – und danach der vorzeitige Ruhestand. Die Entscheidungen des Bischofs wurden kontrovers diskutiert. Der Spiegel etwa titelte „Säuberung zu Eichstätt“.
Von der Heydte ist Ehren- und Devotions-Ritter des Souveränen Malteserordens.
Seit 1970 ist er Mitglied der katholischen Studentenverbindung KDStV Markomannia Würzburg. Später wurde er noch Mitglied der KDStV Thuriniga Würzburg und KDStV Aureo-Danubia Ingolstadt.
Er war in erster Ehe verheiratet mit einer Freiin von Pölnitz (verstorben 2001) und ist Vater von zwei Kindern. 2005 heiratete er Birgit Hermanns, Rechtsanwältin in Ingolstadt. Einer seiner beiden Brüder war der Landwirt, Kaufmann und Stifter Rudolf-Konrad Graf von Montgelas (1939–2015). Dieser begründete die Graf von Montgelas-Stiftung.